# ريكاردو أرياس
ريكاردو أرياس (بالإسبانية: Ricardo Arias Espinosa)‏ (و. 1912 – 1993 م) هو دبلوماسي، وسياسي من بنما .